# Carbeto de cromo
Carbeto de cromo é um composto inorgânico cerâmico que existe na forma de diferentes compostos químicos: Cr3C2, Cr7C3,e Cr23C6. Em condições padrão,  se apresenta como um sólido cinzento. É extremamente duro e resistente à corrosão. É também um composto refratário. Estas propriedades tornam útil como um aditivo para as ligas metálicas. Quando os cristais de carboneto de cromo são integrados à superfície de um metal, ele melhora a resistência ao desgaste, resistência à corrosão e também conserva estas propriedades a temperaturas elevadas. A composição mais comumente utilizada para esta finalidade é Cr3C2.
Minerais relacionados são tongbaite e o raro isovite, (Cr,Fe)23C6.

## Síntese
Síntese de carboneto de cromo pode ser conseguida através de moagem. Neste tipo de processo de cromo metálico e de carbono puro, sob a forma de grafite, são colocados em um moinho de bolas e moída num pó fino. Depois de os componentes terem sido moídos são prensados numa pellet e submetidos a prensagem isostática a quente. A prensagem utiliza um gás inerte, principalmente argônio, selado, num forno. Este gás pressurizado aplica pressão à amostra de todas as direções, enquanto o forno é aquecido. Nessas condições a grafite e cromo metálico reagem e formam carboneto de cromo. A diminuição da percentagem do teor de carbono na mistura inicial resulta num aumento do rendimento do Cr7C3, Cr23C6.
Outro método para a síntese de carboneto de cromo utiliza óxido de cromo, o alumínio puro, e grafite numa reação exotérmica:
3Cr2O3 + 6Al + 4C → 2Cr3C2 + 3Al2O3
Neste método, os reagentes são moídos e misturados num moinho de bolas. O pó misturado é então comprimido num pellet e colocado, então, sob atmosfera inerte de argônio. A amostra é então aquecida. Um fio aquecido, uma faísca, um laser, ou um forno pode fornecer o calor. A reação exotérmica é iniciada, e o calor resultante da reação se propaga ao longo do resto da amostra.